# HD 35765
HD 35765，又名CD-44 2036，SAO 217325、HR 1813，是一颗恒星，视星等为6.08，位于銀經249.84，銀緯-33.58，其B1900.0坐标为赤經5h 21m 56.8s，赤緯-44° -33.58′ 52″。